# 五峰园
五峰园，位于苏州市姑苏区阊门西街47号的小型园林。

## 历史

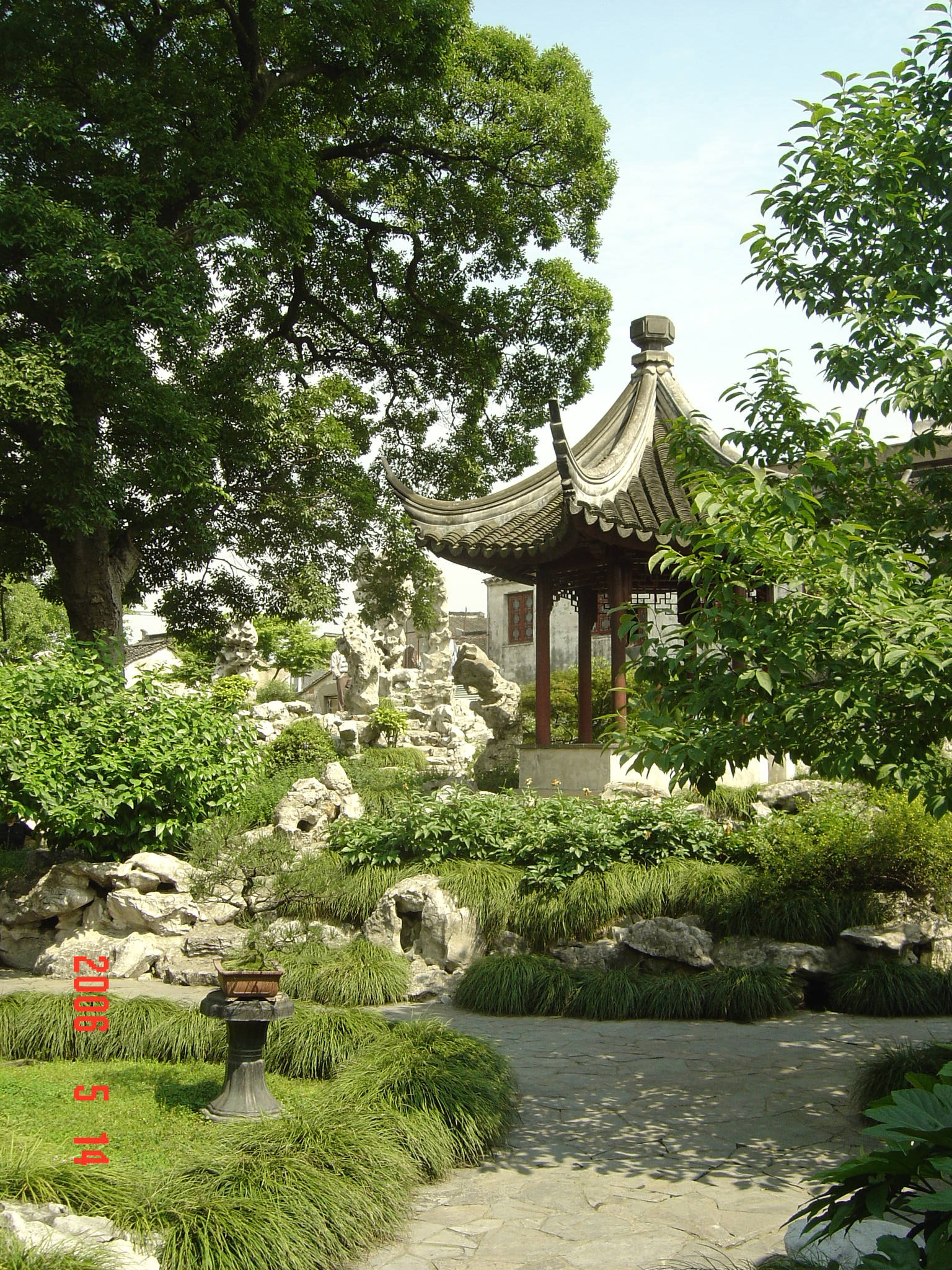
五峰园

五峰园占地约2.5亩，名字来源于园中五座太湖石峰：“丈人峰”、“观音峰”、“三老峰”、“庆云峰”及“擎云峰”。相传为明代画家文伯仁所建。
1963年，列入苏州市文物保护单位，2002年，列入第五批江苏省文物保护单位。